# 分子インプリンティング
分子インプリンティング（ぶんしいんぷりんてぃんぐ、Molecular imprinting）とは、化学(特に高分子化学)で、対象とする鋳型分子を取り込んだ状態で高分子を重合させ、鋳型と同じ形と大きさの空隙を形成させて、これを分子認識に利用する手法である。分子インプリント法、分子刷り込みとも呼ばれる。
酵素の基質認識は基本的には「鍵と鍵穴モデル」に基づき、基質分子の形と性質に適した空隙が基質結合部位となり、ここに基質が選択的にはまりこむと考えられているが、これを人工的に行おうとするのが分子インプリンティングである。この方法を、特定分子の検出、クロマトグラフィーによる分離・分析、触媒、創薬などに応用する試みが行われている。
具体的には、鋳型分子と相互作用する機能性を持つモノマーを材料として、鋳型分子の周囲に自己集合させながら重合させる。高分子マトリックスが形成された後、鋳型分子を何らかの方法で取り除くと、形と大きさが鋳型分子に一致する空隙が残る。この空隙が鋳型分子を特異的に結合する性質を示す。このようなポリマーはMIP(Molecular Imprinted Polymer, 分子インプリントポリマー)と呼ばれる。

## 歴史
分子インプリンティングの最初の例は、1931年にM.V.ポリアコフが炭酸アンモニウムを用いたケイ酸ナトリウムの重合に関する研究により示された。ポリアコフは重合工程においてベンゼンなどの添加剤を併用することで、その添加剤を多く取り込んだシリカが生成されることを発見したのである。1949年までには、ディッキーによって分子インプリンティングの概念が用いられている。彼の研究では、有機染料の存在下でシリカゲルを沈殿させることで、生成されたシリカゲルが鋳型の染料に対して高い選択性を持つことが示された。

ディッキーの観察を受け、パトリキエフはゲル状シリカでバクテリアを培養する方法で、独自の「埋め込み(インプリントされた)」シリカに関する論文を発表した。シリカを乾燥・加熱することで、バクテリアの増殖が比較対象としたシリカよりも促進され、エナンチオ選択性を示すことが明らかになったのである。パトリエフはその後さらに、この方法を薄層クロマトグラフィー(TLC)や高速液体クロマトグラフィー(HPLC)へ応用した。

1972年、高岸徹(現・東京家政大学名誉教授)らは有機ポリマーへ分子インプリンティングを応用し、ポリマーの空隙に官能基を共有結合で導入することにより、分子認識が可能になることを発見した。その後、モスバッハの研究グループが非共有結合によっても空隙に官能基を導入できることを示し、非共有結合的な分子インプリンティングを実現した。

## 応用
分子インプリンティング技術は、生物医学、環境、食品分析などの分野で分子の親和性利用した分離に応用されている。サンプルの前濃縮や処理において、MIPを用いることでサンプル中の標的微量分析物を除去することが可能となる。固相抽出、固相マイクロ抽出などにおけるMIPの実現可能性については、いくつかの論文で研究されている。

また、化学的・生物学的なセンサーとしても応用されている。 分子インプリント材料は、除草剤、糖類、薬物、毒素、蒸気などをターゲットとして開発されており、高い選択性と感度を持つだけでなく、検出のための出力信号（電気化学的、光学的、圧電的）を生成することができることが特徴である。 そのため、蛍光や電気化学的信号、化学発光などを観測することに利用できる。

薬剤の伝達やバイオテクノロジーの分野でも利用が進んでいる。鋳型とMIPのの選択的相互作用は、抗体を人工的に調整する際に利用できる。バイオ医薬品の領域では、アミノ酸、キラル化合物、ヘモグロビン、ホルモンの分離で活用することが研究・利用されている。

## 出展
1. 1 2  Alexander, Cameron; Andersson, Håkan S.; Andersson, Lars I.; Ansell, Richard J.; Kirsch, Nicole; Nicholls, Ian A.; O'Mahony, John; Whitcombe, Michael J. (2006). “Molecular imprinting science and technology: A survey of the literature for the years up to and including 2003”. Journal of Molecular Recognition 19 (2):  106–180. doi:10.1002/jmr.760. PMID 16395662.
2. ↑  Dickey, Frank (1955). “Specific Adsorption.”. The Journal of Physical Chemistry 59 (8):  695–707. doi:10.1021/j150530a006.
3. ↑  Patrikeev, V.; Smirnova, G.; Maksimova (1962). “Some biological properties of specifically formed silica”. Nauk SSSR 146:  707.
4. ↑  “高岸 徹 (Toru Takagishi) - マイポータル - researchmap” (2024年1月17日). 2024年12月5日閲覧。
5. ↑  Wulff, G.; Sarhan, A.. “The use of polymers with enzyme-analogous structures for the resolution of racemates.”. Angew. Chem. Int. Ed. (11):  341–346.
6. ↑  Takagishi, Toru; Klotz, Irving (1972). “Macromolecule-small molecule interactions; Introduction of additional binding sites in polyethyleneimine by disulfide cross-linkages.”. Biopolymers 11 (2):  483–491. doi:10.1002/bip.1972.360110213. PMID 5016558.
7. ↑  Sellergren, B. (1997). “Noncovalent molecular imprinting: antibody-like molecular recognition in polymeric network materials.”. Trends in Analytical Chemistry 16 (6):  310–320. doi:10.1016/S0165-9936(97)00027-7.
8. 1 2  Shah, Nasrullah (2012). “A Brief Overview of Molecularly Imprinted Polymers: From Basics to Applications”. Journal of Pharmacy Research 5:  3309.
9. ↑  Chen, Lingxin; Wang, Xiaoyan; Lu, Wenhui; Wu, Xiaqing; Li, Jinhua (2016). “Molecular imprinting: Perspectives and applications”. Chemical Society Reviews 45 (8):  2137–2211. doi:10.1039/C6CS00061D. PMID 26936282.
10. ↑  WO WO1996040822A1, Domb, Abraham, "Preparation of biologically active molecules by molecular imprinting", published 1996-12-19